# Quintin Geldenhuys

a Compétitions nationales et continentales officielles uniquement.

b Matchs officiels uniquement.
Dernière mise à jour le 30 novembre 2017.
Quintin Geldenhuys, né le 19 juin 1981 à Klerksdorp (Afrique du Sud), est un joueur d'origine sud-africaine et de nationalité italienne de rugby à XV. Il compte 67 sélections en  équipe d'Italie de 2009 à 2016, évoluant au poste de deuxième ligne, il a aussi été capitaine de sa sélection à diverses occasions, en l'absence de Sergio Parisse.

## Carrière

### En club
- 2002-2005: Pumas (Mpumalanga)  Afrique du Sud
- 2005-2010: Arix Viadana  Italie
- 2010-2012: Aironi Rugby  Italie
- 2012-2017: Zebre  Italie

### En équipe nationale
Il honore sa première cape internationale en équipe d'Italie le 13 juin 2009 par une défaite 31-8 contre l'équipe d'Australie. 

## Palmarès
Quintin Geldenhuys  compte 67 sélections depuis sa première sélection le 13 juin 2009 contre l'Australie.
Il compte six sélections en 2009, dix en 2010, neuf en 2011, huit en 2012, huit en 2013, onze en 2014, sept en 2015 et six en 2016.
Quintin Geldenhuys participe à sept éditions du Tournoi des Six Nations en 2010, 2011, 2012, 2013, 2014, 2015 et 2016.
Quintin Geldenhuys participe à deux éditions de la coupe du monde. En 2011, il joue trois matchs, face à la Russie, États-Unis, Irlande. En 2015, il joue lors de quatre rencontres, face à la France et le Canada, l'Irlande et la Roumanie.